# Log pri Žužemberku
Log pri Žužemberku este o localitate din comuna Trebnje, Slovenia, cu o populație de 17 locuitori.